# Ujście (województwo warmińsko-mazurskie)
Ujście – osada w Polsce położona w województwie warmińsko-mazurskim, w powiecie braniewskim, w gminie Braniewo przy ujściu rzeki Pasłęki do Zalewu Wiślanego. Osada znajduje się w historycznym regionie Warmia.

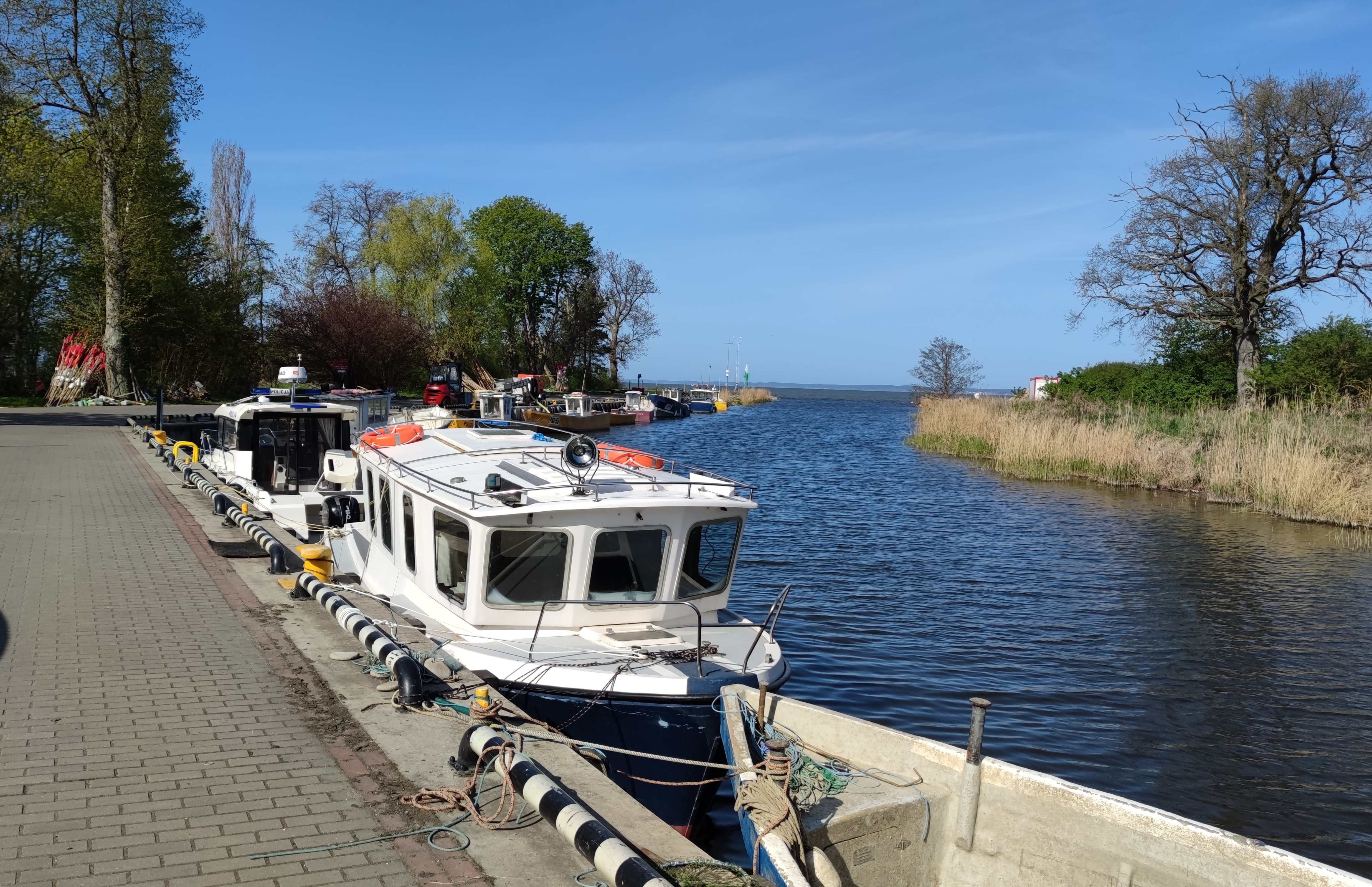
Nabrzeże portowe w Ujściu, widok na Zalew

W latach 1975–1998 miejscowość administracyjnie należała do województwa elbląskiego.
W Ujściu znajduje się port morski Nowa Pasłęka.